# Palácio do Reichstag
Reichstag é o prédio onde o parlamento federal da Alemanha (Bundestag) exerce suas funções. Localiza-se em Berlim no distrito de Mitte.
O edifício neo-renascentista foi construído entre 1884 e 1894 no distrito de Tiergarten, na margem esquerda da  onda  de rios para os planos do arquiteto Paul Wallot. Alojou o Legislativo Reichstag do Império Alemão e o Reichstag da República de Weimar. O Conselho Federal do Reich também se encontrou originalmente lá. O edifício foi inicialmente usado pelo Reichstag para a Alemanha nazista, mas danos graves no incêndio do Reichstag de 1933 impediram o uso adicional e o Reichstag mudou-se para a vizinha Kroll Opera House. O incêndio de 1933 tornou -se um evento crucial na entrincheiramento do regime nazista.
Após a guerra, o edifício foi modernizado e restaurado na década de 1950 e usado para exposições e eventos especiais, pois sua localização em Berlim Ocidental impedia seu uso como um parlamento por qualquer um dos dois alemães. De 1995 a 1999, o Reichstag foi fundamentalmente redesenhado por Norman Foster por seu uso permanente como um parlamento na Alemanha agora reunificada. As chaves foram entregues cerimonialmente ao  presidente do Bundestag, Wolfgang Thierse, em 19 de abril de 1999. Um marco da cidade é a cúpula de vidro redesenhada acima da câmara plenária, proposta pelo artista e arquiteto  Gottfried Böhm.

## História

### Antes de 1933

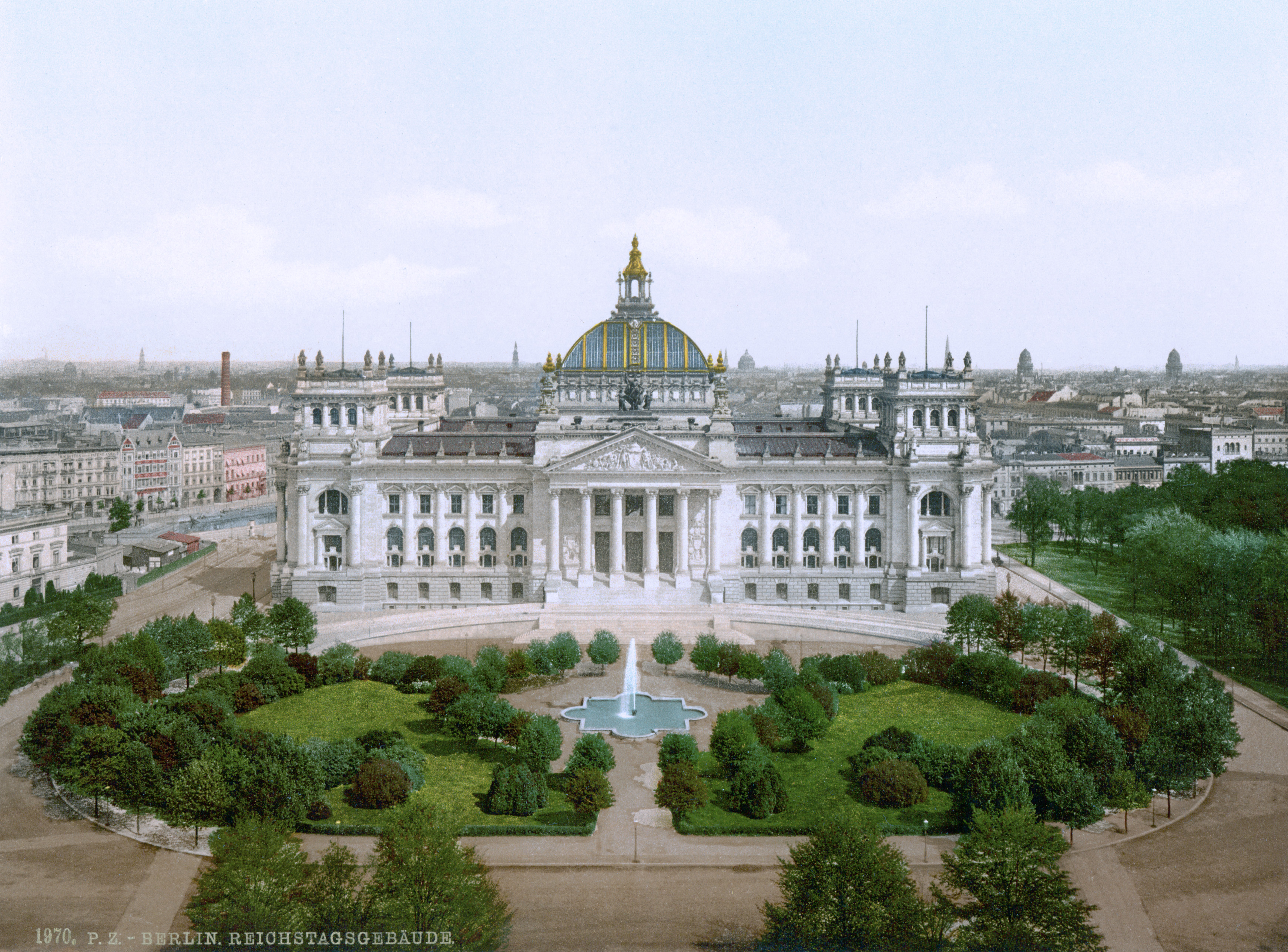
O edifício Reichstag (1900).

Em 1884, o Kaiser Guilherme I assentou a pedra fundamental e, em 1894, concluía-se a construção. A cúpula seria composta de aço e vidro, técnica avançada para a época.
Com o fim da Primeira Guerra Mundial e a renúncia do Kaiser, a república foi proclamada da sacada do Reichstag no dia 9 de novembro de 1918. Entre 1919 e 1933, o Reichstag foi a sede do parlamento da República de Weimar.

### O incêndio do Reichstag
Um mês após a nomeação de Adolf Hitler para o cargo de Chanceler da Alemanha, o prédio foi incendiado. O fogo começou às 21h14 no dia 27 de fevereiro de 1933. Acredita-se que o incêndio tenha sido iniciado em vários lugares. Quando a polícia e os bombeiros chegaram ao local, houve uma grande explosão na Câmara dos Deputados. A polícia encontrou Marinus van der Lubbe sem camisa, dentro do prédio.
Adolf Hitler e Hermann Göring chegaram logo em seguida e quando encontraram Lubbe, um conhecido agitador comunista, Göring imediatamente declarou que o incêndio fora causado pelos comunistas. Os dirigentes do partido foram então presos. Hitler, tirando proveito da situação, declarou estado de emergência e encorajou o então presidente Paul Von Hindenburg a assinar o Decreto do Incêndio do Reichstag, que suspendia a maioria dos direitos humanos garantidos pela constituição de 1919 da República de Weimar.
Os dirigentes nazistas estavam decididos a provar que o fogo fora causado pelo Comintern. De acordo com a polícia, Lubbe confessou que teria ateado fogo em protesto contra o crescente poder dos nazistas. Com os líderes comunistas presos e deputados comunistas impedidos de tomar seus assentos no Reichstag, os nazistas obtiveram 44% dos votos nas eleições de 5 de março de 1933 e passaram a contar com uma maioria que chegava a 52% no Reichstag, incluído o apoio do Partido Popular Nacional Alemão. Para chegar à maioria de dois-terços necessária à adoção da Lei de Plenos Poderes (Ermächtigungsgesetz, em alemão), os nazistas recorreram então a subornos e ameaças aos demais partidos. Aprovada a lei, Hitler recebeu poderes do Reichstag para governar por decreto e para suspender diversas liberdades civis.
Van der Lubbe foi condenado à morte e decapitado em 1934.

### Após 1933

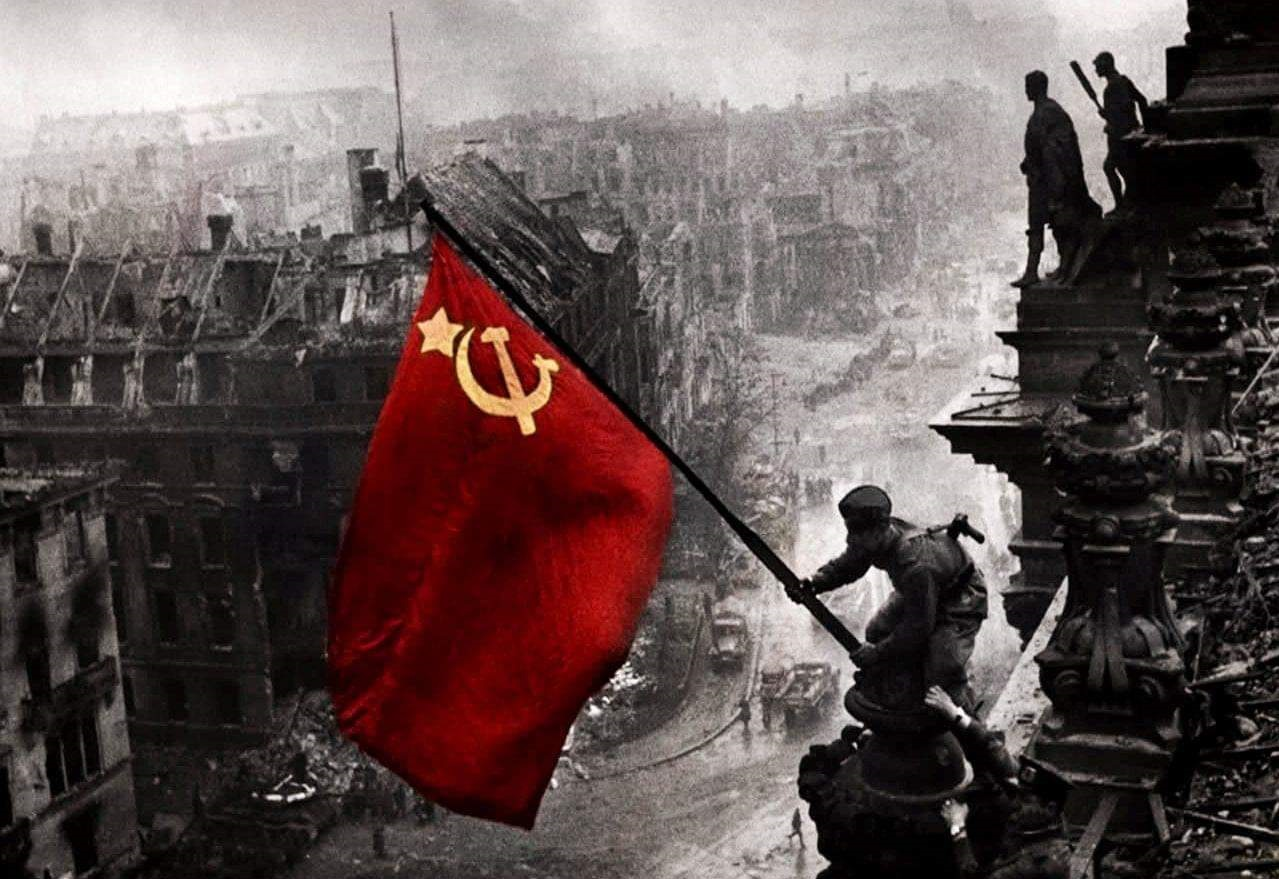
Berlim, 1945. Erguendo a bandeira da Vitória sobre o Reichstag.

O Reichstag após o bombardeio a Berlim dos aliados em 1945.

Ao contrário do que se imagina, durante os doze anos do Terceiro Reich (Drittes Reich), o Reichstag não foi usado para sessões parlamentares — o parlamento reunia-se no edifício Krolloper, uma antiga casa de ópera, já que o prédio do Reichstag havia sido danificado pelo fogo. Este foi usado para fins de propaganda e, durante a Segunda Guerra Mundial, para propósitos militares. O prédio foi danificado também por ataques aéreos durante a guerra. Durante a Batalha de Berlim em 1945, foi um dos alvos principais do Exército Vermelho.
Após a Segunda Guerra, o prédio, em ruínas, deixou de ser usado, já que a capital da Alemanha Ocidental foi fixada em Bonn em 1949. Em 1956 foi decidido que o Reichstag não deveria ser demolido, mas sim restaurado. Infelizmente a Cúpula do prédio original havia sido destruída. Paul Baumgarten trabalhou em sua reconstrução de 1961 até 1964.
Durante a Guerra Fria o Reichstag ficou em Berlim Ocidental, mas somente a alguns metros da fronteira com Berlim Oriental, onde seria erguido em 1961 o Muro de Berlim. Durante o bloqueio de Berlim, uma multidão de berlinenses ocidentais reuniu-se defronte do edifício em 9 de setembro de 1948, ocasião na qual o prefeito Ernst Reuter proferiu um discurso que viria a tornar-se famoso e que concluía com a frase Ihr Völker der Welt, schaut auf diese Stadt! ("Vós povos do mundo, assisti esta cidade!").
Até 1990, o prédio foi usado somente para encontros ocasionais e para uma exposição permanente sobre a história alemã chamada Fragen an die deutsche Geschichte ("perguntas sobre a história alemã"). A cerimônia oficial da Reunificação Alemã (Wiedervereinigung) realizou-se no Reichstag em 3 de Outubro de 1990; no dia seguinte, o parlamento alemão (Bundestag) reuniu-se simbolicamente no prédio.

### Após a Reunificação

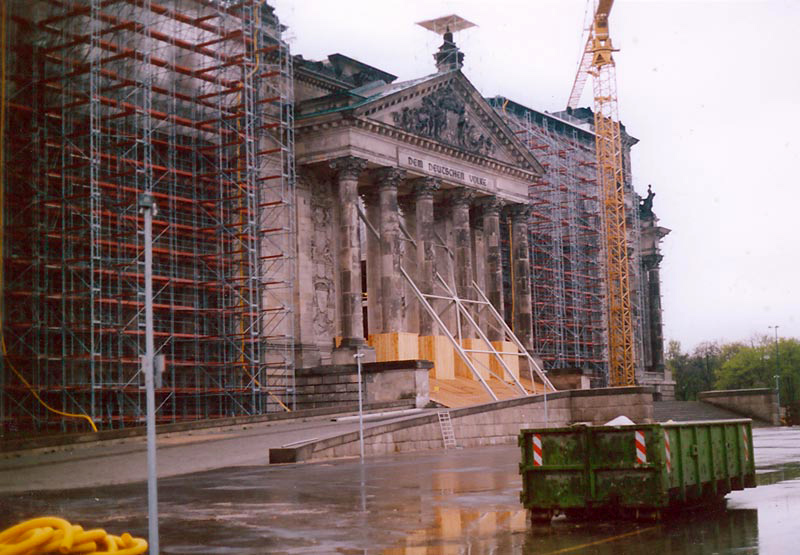
Reichstag 1995

Com a transferência do governo alemão de Bonn para Berlim, o prédio foi reinaugurado em 19 de abril de 1999 como sede do Parlamento.
Nos seus mais de cem anos de história, o prédio do Reichstag foi a sede de governo em duas guerras. Em 1992 foi decidido que o Reichstag deveria ser reconstruído e escolheu-se então o projecto de Norman Foster. Em 1995, o casal de artistas Christo e Jeanne-Claude atraiu milhões de visitantes ao cobrir o prédio inteiro. A reconstrução foi um sucesso, especialmente pela reconstrução da cúpula com referência à cúpula original de 1894. Esta é uma das melhores atrações para os turistas, pois ela é aberta à visitação; dela se tem uma vista impressionante da cidade e do plenário do parlamento.
Na imponente fachada, acima do pórtico de entrada, está escrita a frase "Dem deutschen Volke" — "Ao povo Alemão", gravada lá desde 1916.

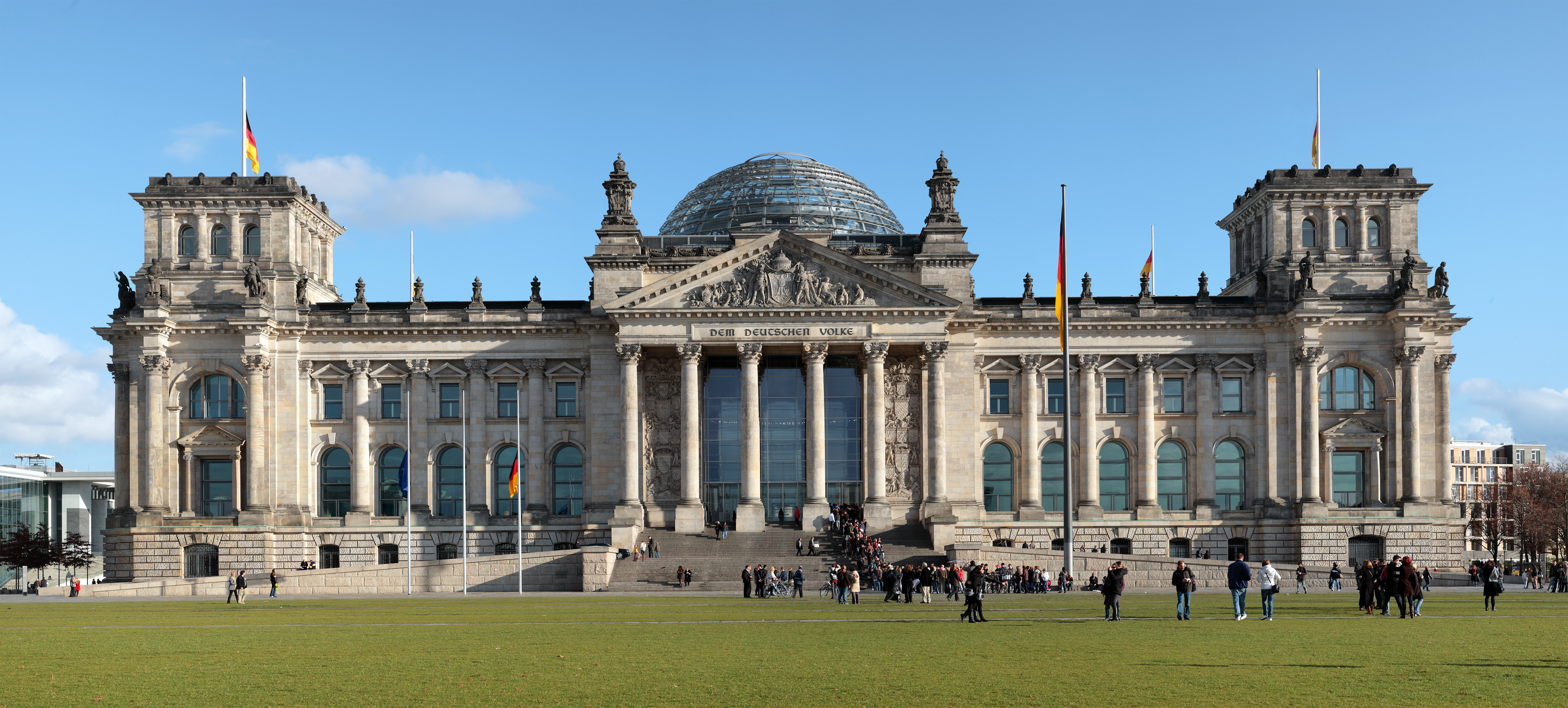
O edifício Reichstag visto do oeste.